# Мекленбург

Герб Мекленбурга с традиционной головой быка

Флаг Мекленбурга (триколор)

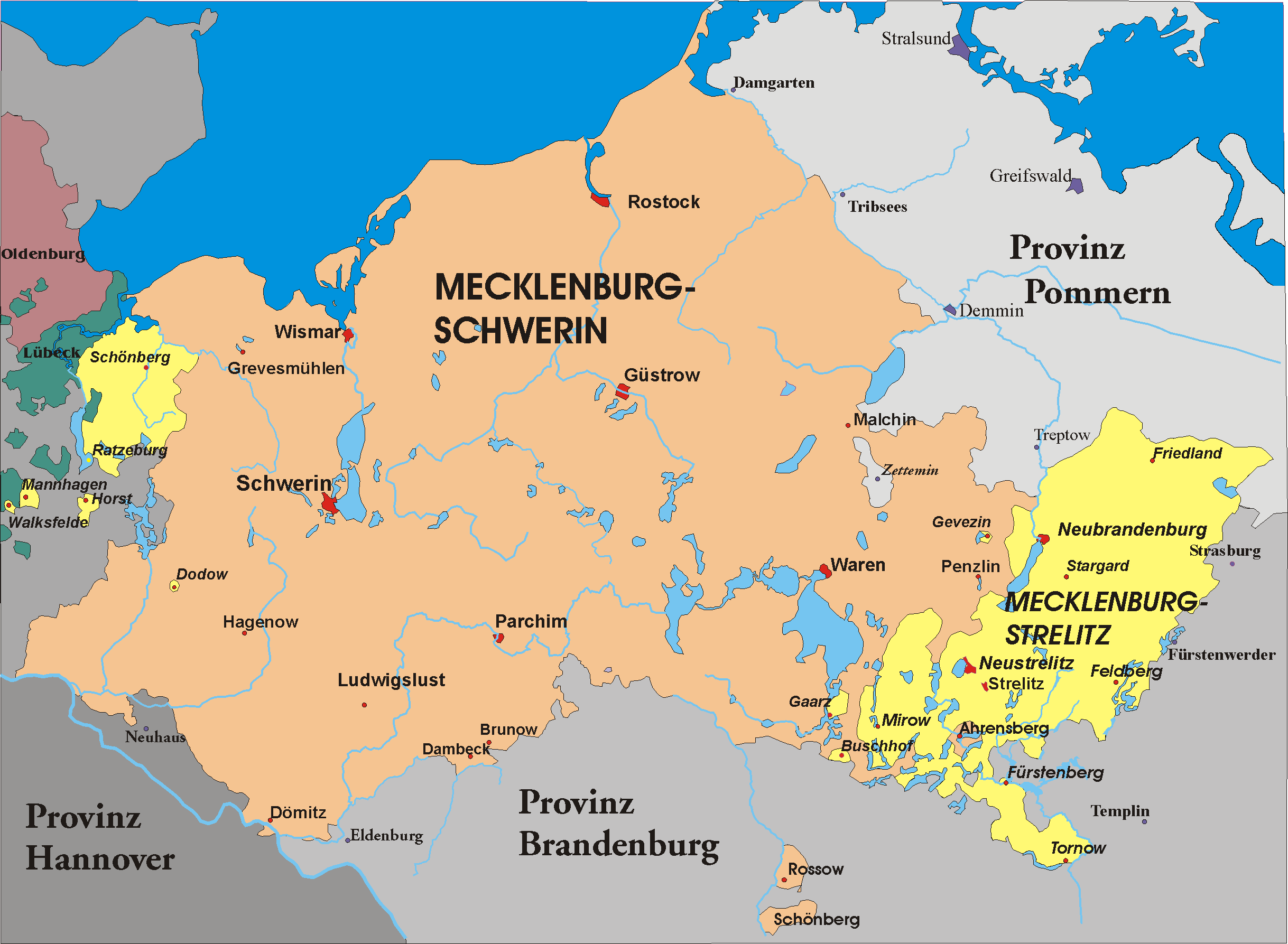
Мекленбург, в период 1815—1934 годов

Ме́кленбург (нем. Mecklenburg) — исторический регион на севере современной Германии, часть земли Мекленбург-Передняя Померания ФРГ. Крупнейшие города Мекленбурга: Росток, Шверин, Штральзунд, Грайфсвальд, Висмар, Нойбранденбург.

## Название
Регион назван по славянскому городу-крепости, от которого ныне сохранилось Мекленбургское городище в южной части села Дорф-Мекленбург. Согласно одной из версий, его первоначальным названием был Велиград от слав. velij «большой», а Michelenburg (др.-верх.-нем. michel «большой, сильный»), якобы, — немецкая калька. В сочинении арабского автора Ибрагима ибн Якуба из мусульманской Тортосы под 965 годом главная крепость славянского князя Накона упоминается как Аззан или Гран (на арабском Аззым — великий).
На старосаксонском наречии микл (mikil) означало «большой», а слово бург (burg, borg, borch) на средне-нижненемецком означает замок, крепость (кремль). В X—XI веках было в ходу название Mikilinborg («большой замок»). Мекленбург был родовой крепостью ободритской княжеской династии Никлотингов — потомков князя Никлота.

## История
Согласно немецким хроникам, славяне заселили эту территорию в раннем Средневековье (в V—VII веках). Это были племена ободритов, управляемые наследственными и выборными князьями, что подтверждается и археологическими данными, так и письменными источниками.
В процессе присоединения земель ободритов к Германским землям (Восточно-Франкскому государству) в X—XII веках начинается миграция немецкого населения из центральных рейнских областей на Север и Восток от Эльбы — так называемое «восточное немецкое переселение» (в некоторых источниках ранее называлось «восточная немецкая колонизация»), которое достигло своего апогея в XIV веке.
Вместе с немецкими феодалами и знатью переселялись крестьяне и жители городов (бюргеры). О совместном славянско-германском проживании, сосуществовании на территории Мекленбурга свидетельствуют сохранившиеся славянские топонимы, записи в церковных книгах, родословные.
Наследственные герцоги Мекленбурга возводили свою родословную к местным ободритским князьям (родоначальник герцог c 1178 года Генрих Борвин I, сын последнего князя ободритов Прибыслава II).
Немецкая родовая знать постепенно вытеснила господствовавшие в прибрежной зоне Балтийского моря владения датской короны, а немецкие торговцы и ремесленники заложили социальную основу вольных ганзейских городов. Среди горожан и представителей сельской знати славянские имена известны по записям вплоть до XV—XVI веков, в том числе часто встречается родовое имя Вент (Венд, нем. Went), то есть «славянин». Впоследствии славянские имена, в процессе христианизации, растворяются в общей массе немецких христианских имен.
В исторический период позднего Средневековья — начала Нового времени на территории Мекленбурга существовали отдельные государственные образования (княжество, герцогство, великое герцогство). В 1701 году территория Мекленбурга была разделена на два германских государства с ограниченной автономией: герцогства Мекленбург-Шверин и Мекленбург-Стрелиц. В 1814—1815 годах на Венском конгрессе их статус был повышен до титула Великое герцогство, Они попадают под протекцию королевства Пруссия и входят в Германский союз.
В 1918—1919 годах, после короткого периода государственной независимости, обе территории входят в Веймарскую республику и в 1937 году вследствие «Закона большого Гамбурга» приобретают административный статус и территорию в нацистской Германии.